# Morophagoides pythium
Morophagoides pythium är en fjärilsart som beskrevs av Robinson 1986. Morophagoides pythium ingår i släktet Morophagoides och familjen äkta malar.
Artens utbredningsområde är Costa Rica. Inga underarter finns listade i Catalogue of Life.